# Josef Kainz
 (avril 2025).
Si vous disposez d'ouvrages ou d'articles de référence ou si vous connaissez des sites web de qualité traitant du thème abordé ici, merci de compléter l'article en donnant les références utiles à sa vérifiabilité et en les liant à la section « Notes et références ».

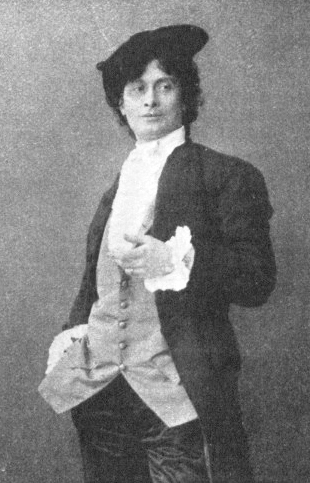
Josef Kainz en 1900

Josef Gottfried Ignaz Kainz, né le 2 janvier 1858 à Wieselburg, aujourd'hui Mosonmagyaróvár en Hongrie, et mort le 20 septembre 1910  à Vienne en Autriche, est un comédien autrichien.
Il est considéré comme l'un des plus grands comédiens de théâtre de langue allemande. En son honneur fut créée en 1958 la médaille Kainz, qui récompensait chaque année en Autriche des comédiens et des metteurs en scène, et ce jusqu'en 1999.

## Biographie
Fils de l'ancien comédien et employé de chemin de fer Josef Alexander Kainz, il se dirige lui aussi vers la scène et fait ses débuts à quinze ans au Sulkowskitheater de Matzleinsdorf. En 1874, il suit des cours de théâtre auprès de Césarine Kupfer (de), et obtient l'année suivante son premier engagement en tant qu'amateur à Maribor. Il est engagé en 1876 au Neue Stadttheater de Leipzig, puis au Meininger Hoftheater en 1877, avec lequel il entreprend une tournée à travers l'Allemagne en 1876. S'ensuit en 1880 une offre de Ernst von Possart au Nationaltheater de Munich, où il reprend des rôles principaux lors de représentations particulières pour le roi Louis II de Bavière. Comme Emil Rohde ou Franz Nachbaur, Josef Kainz compte parmi les artistes de la scène munichoise qui eurent des relations d'amitié étroite avec le roi Louis II de Bavière. 

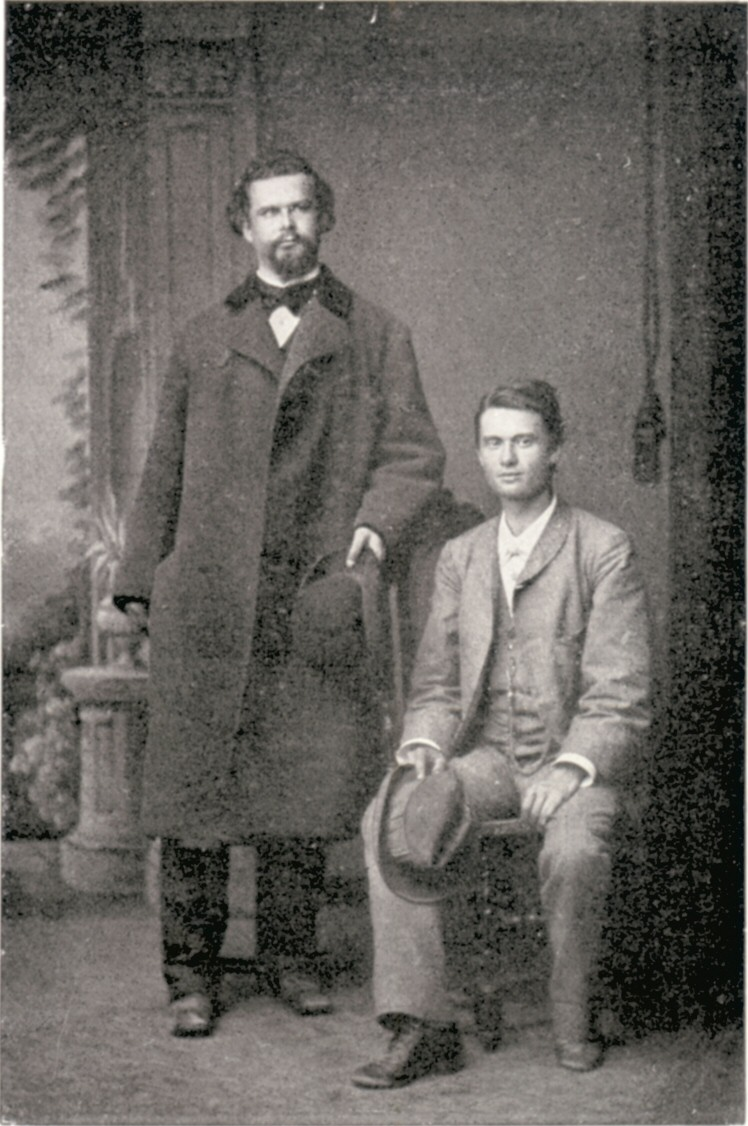
Louis II et Josef Kainz en 1881

Au printemps 1881, Enrst von Possart, directeur du Théâtre de la cour, envoie à Louis une photographie de Josef Kainz. Le roi tombe sous le charme et fait venir Kainz à Munich pour y jouer le rôle de Didier dans Marion Delorme de Victor Hugo. Après la représentation il envoie une bague à « Didier », puis une chaîne en or ornée d’un cygne, évidemment. Louis ne peut s’empêcher de confondre les acteurs avec les personnages qu'ils incarnent. Il le fait venir à Linderhof où il l’oblige à déclamer, pendant des heures, sans interruption. Au château, dans la grotte de Hunding, dans le pavillon marocain. Jusqu’à l’épuisement. Il projette un voyage en Espagne pour célébrer le 200e anniversaire de Calderón, qui s’avère trop coûteux. Il se rabat finalement sur la Suisse, retour inévitable sur les pas Guillaume Tell. Durant le séjour, Kainz froisse le roi qui retourne à Munich, laissant l’acteur humilié se tirer d’affaire sur les bords du lac de Lucerne. Une brève réconciliation aura lieu, donnant lieu à une photographie du roi, debout, majestueux, derrière l’acteur assis, l’air embarrassé.
À partir de 1883, Kainz travaille au tout nouveau Deutsches Theater de Berlin, où il devient le plus célèbre interprète de langue allemande de son temps, et brille entre autres dans ses interprétations de Hamlet, Richard II, Don Carlos ou Franz Moor dans Les Brigands de Friedrich Schiller.
En 1889, il suit le metteur en scène Ludwig Barnay (de) au Berliner Theater qu'il a nouvellement créé, mais à cause de différends avec ce dernier, il ne respecte pas son contrat et est exclu de la compagnie. S'étant entre-temps marié avec Sarah Hutzler, il fait en 1891 une tournée aux États-Unis qui rencontre le succès, et celles qui s'ensuivent l'emmènent jusqu'en Russie.
Par la suite, il joue à nouveau au Deutsches Theater de Berlin, et entame en 1899 l'engagement tant attendu au Burgtheater de Vienne, dont le directeur Max Burckhard (de) le nomme successeur de Friedrich Mitterwurzer (de) en tant que comédien principal. S'étant entre-temps marié une deuxième fois, après la mort de sa femme, il travaille là pendant dix ans, jusqu'à ce qu'il obtienne après de longues négociations un congé de six ans : le théâtre n'était selon lui plus en mesure de remplir les exigences de qualité requises pour un artiste comme lui.
Josef Kainz meurt d'un cancer le 20 septembre 1910 au sanatorium Loew de Vienne, cinq jours après sa nomination au poste de metteur en scène du Burgtheater. Il est enterré au Döblinger Friedhof (de).

## Hommage

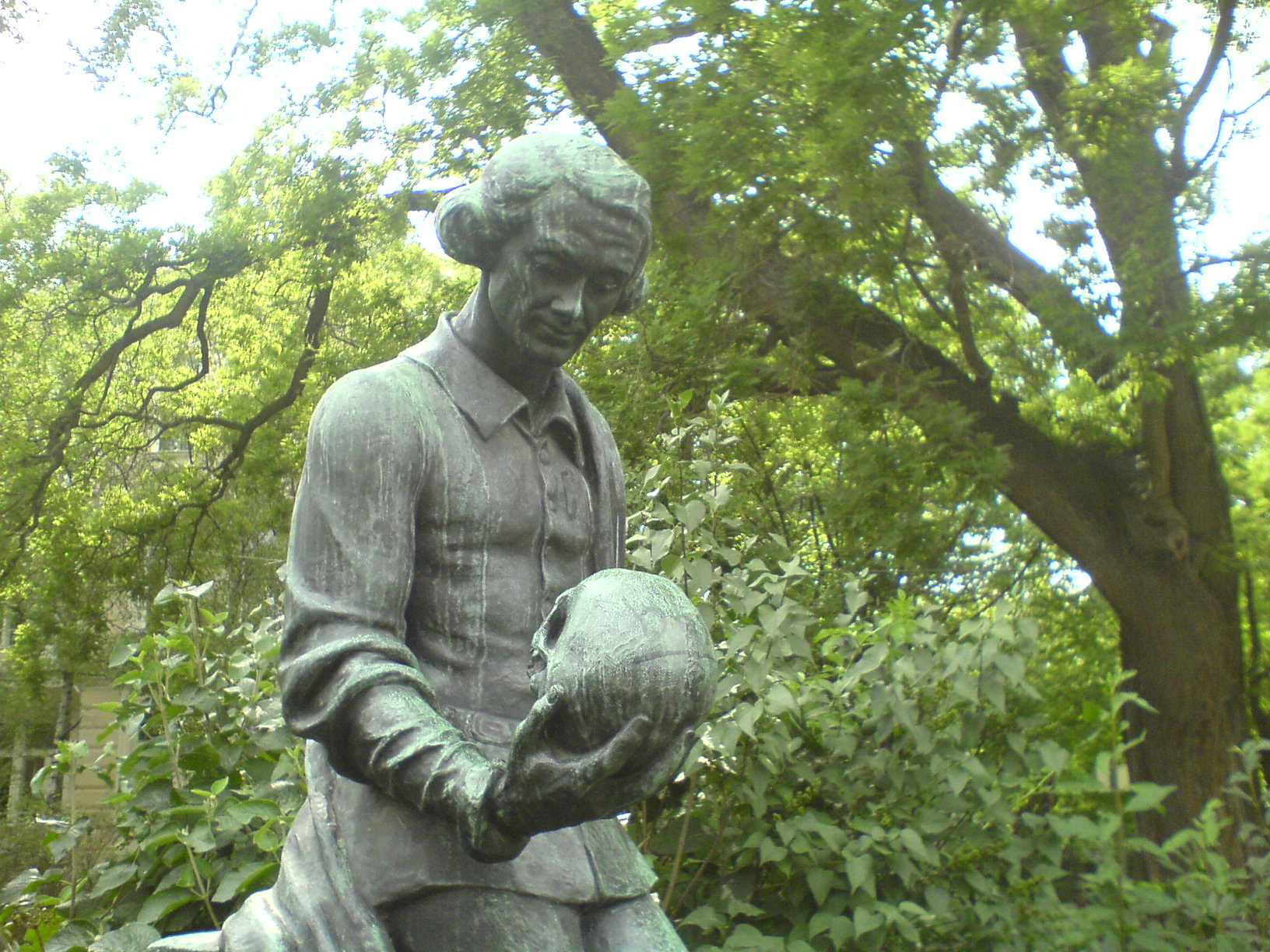
Monument Josef Kainz à Vienne

Le 12 novembre 1910, un monument à Josef Kainz est inauguré dans le jardin municipal en face du Türkenschanzpark (alors appelé Meridianpark), dans le 18e arrondissement de Vienne. En 1931, le parc ainsi que la place sont nommés en son hommage.

## Bibliographie

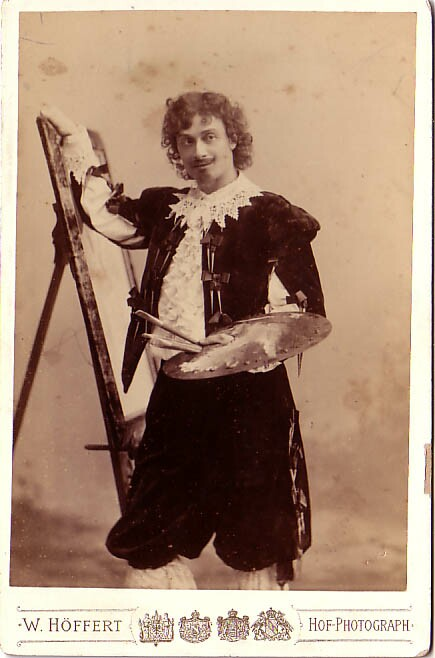
Josef Kainz, photographie de Wilhelm Höffert.

## Sources
- (de) Cet article est partiellement ou en totalité issu de l’article de Wikipédia en allemand intitulé « Josef Kainz » (voir la liste des auteurs).